# Mistrzostwa Oceanii w Rugby 7 Kobiet 2022
Mistrzostwa Oceanii w Rugby 7 Kobiet 2022 – trzynaste mistrzostwa Oceanii w rugby 7 kobiet, oficjalne międzynarodowe zawody rugby 7 o randze mistrzostw kontynentu organizowane przez Oceania Rugby mające na celu wyłonienie najlepszej żeńskiej reprezentacji narodowej w tej dyscyplinie sportu w Oceanii. Odbyły się wraz z turniejem męskim w dniach 24–26 czerwca 2022 roku w nowozelandzkim mieście Pukekohe.

## Championship

### Informacje ogólne
Na początku czerwca 2022 roku ogłoszono, że zawody – będące również ostatnim sprawdzianem przed turniejem rugby 7 na Igrzyskach Wspólnoty Narodów 2022 oraz Pucharem Świata 2022 – zostaną rozegrane w Pukekohe pod koniec tegoż miesiąca. Turniej został zaplanowany do rozegrania w sześciozespołowej obsadzie – prócz pięciu reprezentacji narodowych miała zagrać także zaproszeniowa drużyna – jednak ze względu na problemy wizowe i transportowe wycofała się Papua-Nowa Gwinea, zatem zawody rozegrano z udziałem czterech zespołów. Drużyny rywalizowały systemem ligowym w ramach jednej grupy w ciągu trzech meczowych dni.
Z kompletem zwycięstw w mistrzostwach triumfowała nowozelandzka drużyna grająca jako Black Ferns Ma.
Jednodniowe wejściówki kosztowały 20, a trzydniowe 50 NZD, ulgowe odpowiednio 10 i 20 NZD, turniej zaś był transmitowany w Stan oraz Digicel.

### Mecze
| 24 czerwca 202211:48 | Australia | 21:12 | Black Ferns Pango | Navigation Homes Stadium, Pukekohe |
| 24 czerwca 202211:48 |           | 21:12 |                   | Navigation Homes Stadium, Pukekohe |

| 24 czerwca 202212:12 | Fidżi | 12:26 | Black Ferns Ma | Navigation Homes Stadium, Pukekohe |
| 24 czerwca 202212:12 |       | 12:26 |                | Navigation Homes Stadium, Pukekohe |

| 24 czerwca 202217:48 | Black Ferns Pango | 14:28 | Black Ferns Ma | Navigation Homes Stadium, Pukekohe |
| 24 czerwca 202217:48 |                   | 14:28 |                | Navigation Homes Stadium, Pukekohe |

| 24 czerwca 202218:12 | Australia | 19:17 | Fidżi | Navigation Homes Stadium, Pukekohe |
| 24 czerwca 202218:12 |           | 19:17 |       | Navigation Homes Stadium, Pukekohe |

| 25 czerwca 202211:48 | Fidżi | 14:19 | Black Ferns Pango | Navigation Homes Stadium, Pukekohe |
| 25 czerwca 202211:48 |       | 14:19 |                   | Navigation Homes Stadium, Pukekohe |

| 25 czerwca 202212:12 | Australia | 12:17 | Black Ferns Ma | Navigation Homes Stadium, Pukekohe |
| 25 czerwca 202212:12 |           | 12:17 |                | Navigation Homes Stadium, Pukekohe |

| 25 czerwca 202217:48 | Australia | 29:5 | Black Ferns Pango | Navigation Homes Stadium, Pukekohe |
| 25 czerwca 202217:48 |           | 29:5 |                   | Navigation Homes Stadium, Pukekohe |

| 25 czerwca 202218:12 | Fidżi | 7:14 | Black Ferns Ma | Navigation Homes Stadium, Pukekohe |
| 25 czerwca 202218:12 |       | 7:14 |                | Navigation Homes Stadium, Pukekohe |

| 26 czerwca 202211:48 | Black Ferns Ma | 24:10 | Black Ferns Pango | Navigation Homes Stadium, Pukekohe |
| 26 czerwca 202211:48 |                | 24:10 |                   | Navigation Homes Stadium, Pukekohe |

| 26 czerwca 202212:12 | Australia | 31:14 | Fidżi | Navigation Homes Stadium, Pukekohe |
| 26 czerwca 202212:12 |           | 31:14 |       | Navigation Homes Stadium, Pukekohe |

| 26 czerwca 202218:00 | Fidżi | 20:10 | Black Ferns Pango | Navigation Homes Stadium, Pukekohe |
| 26 czerwca 202218:00 |       | 20:10 |                   | Navigation Homes Stadium, Pukekohe |

| 26 czerwca 202218:24 | Australia | 5:26 | Black Ferns Ma | Navigation Homes Stadium, Pukekohe |
| 26 czerwca 202218:24 |           | 5:26 |                | Navigation Homes Stadium, Pukekohe |

## Challenge
Zawody zorganizowano w sześciozespołowej obsadzie w dniach 19–20 listopada 2022 roku na domowym stadionie klubu Norths – Hugh Courtney Oval – a ich stawką były jedno miejsce w World Rugby Women’s Sevens Challenger Series 2023. Z uwagi na niesprzyjającą pogodę finał nie został rozegrany, a z uwagi na lepszy bilans punktów zwycięzcą została ogłoszona reprezentacja Papui-Nowej Gwinei.
| Miejsce | Reprezentacja     | Uwagi                                     |
| ------- | ----------------- | ----------------------------------------- |
| 1       | Papua-Nowa Gwinea | awans do: kwalifikacji do WSS (2023/2024) |
| 2       | Samoa             | -                                         |
| 3       | Tonga             | -                                         |
| 4       | Wyspy Cooka       | -                                         |
| 5       | Wyspy Salomona    | -                                         |
| 6       | Vanuatu           | -                                         |